# I ragazzi dei Parioli
I ragazzi dei Parioli è un film del 1959 diretto da Sergio Corbucci.

## Trama
Grazia e Nuccia sono due ragazze di paese che sognano il riscatto attraverso la carriera cinematografica. Arrivano insieme ad un palazzo del quartiere romano di Parioli per sostenere un provino. Le accompagna Giuseppe innamorato di Grazia, ma troppo impacciato per piacerle. Susy è innamorata di Bob che la considera invece solo un'amica. Lei fa di tutto per essere apprezzata dal ragazzo: si presta a fare da segretaria nel piano architettato da lui e dall'amico Fabrizio che inscena la parte del regista di un nuovo film, e si allontana dall'appartamento per non essere di troppo. Le due amiche attratte dalla situazione pur dubbiose accettano di eseguire le richieste dei due ragazzi, che hanno come unico obiettivo quello di divertirsi. Si ubriacano. Nuccia, l'unica a rimanere sobria, si rende conto ma non riesce ad allontanarsi. Smaltita la sbornia Bob, fingendo di chiedere scusa a Nuccia che si era armata di una statuina per difendersi nel tentativo di lasciare l'appartamento, se la fa restituire, ma la distrugge e rabbiosamente la schiaffeggia. Nella colluttazione Nuccia cade in terra tramortita. Terrorizzato Bob sente di averla involontariamente uccisa. Nel frattempo arrivano a casa gli amici portati da Susy per interrompere il festino. Bob si confessa a Susy e le mostra la stanza dov'era Nuccia. Ma da un esame del corpo Susy scopre che la ragazza aveva solo perso i sensi e occorre farla rinvenire con dell'aceto che Bob va a prendere. Intanto gli amici interrogano Grazia e la deridono per le sue origini provinciali. Nuccia vuole denunciare Bob ma Susy la convince a lasciar stare. Avvilite e deluse le due amiche vanno via. Si era già fatta sera tardi ma giù trovano Giuseppe che era rimasto tutto il tempo ad aspettare Grazia. Un sorriso si accende sul volto di lei e insieme i tre vanno a prendere l'ultimo tram. Intanto Susy sulle scale del palazzo si apre a Bob lamentandosi del suo comportamento irresponsabile. Annoiati, gli amici abbandonano la casa ma mentre scendono Fabrizio ha da dire di Bob che gli risponde per le rime. Sfidato, Bob scende per affrontare Fabrizio ma, mentre si studiano, gli amici fingono di sparargli contro i colpi di una mitragliatrice e poi scappano via tutti. Susy li rincorre ma poi sceglie di tornare indietro nel palazzo di quell'uomo che non l'aveva mai amata.